# LUX 013
LUX 013 fue un evento de artes marciales mixtas producido por LUX Fight League, que se llevó a cabo el 7 de mayo de 2021 en el Showcenter Complex de Monterrey, Nuevo León, México.

## Antecedentes
El evento estelar contó con una pelea por el Campeonato de Peso Mosca de LUX entre el campeón Alessandro Costa y Jorge Calvo.
La pelea coestelar contó con un combate de peso ligero entre los debutantes en LUX Marco Polo Reyes y Marco Elpidio.
Además, se llevó a cabo la otra semifinal del torneo Guerreras LUX en busca del título de peso paja femenil: Tania Torres vs. Yaneth Vidal.

## Resultados
1. ↑  Por el Campeonato de Peso Mosca de LUX
2. ↑  Semifinal del Torneo Guerreras LUX

## Torneo Guerreras LUX
|  | Cuartos de final (LUX 009/LUX 010) | Cuartos de final (LUX 009/LUX 010) | Cuartos de final (LUX 009/LUX 010) |              |                  | Semifinales (LUX 012/LUX 013) | Semifinales (LUX 012/LUX 013) | Semifinales (LUX 012/LUX 013) |  |              | Final (LUX 015) | Final (LUX 015) | Final (LUX 015) |  |
|  |                                    |                                    |                                    |              |                  |                               |                               |                               |  |              |                 |                 |                 |  |
|  |                                    |                                    |                                    |              |                  |                               |                               |                               |  |              |                 |                 |                 |  |
|  | Yaneth Vidal                       | Yaneth Vidal                       | DD                                 |              |                  |                               |                               |                               |  |              |                 |                 |                 |  |
|  | Yaneth Vidal                       | Yaneth Vidal                       | DD                                 |              |                  |                               |                               |                               |  |              |                 |                 |                 |  |
|  | Ana Guerrero                       | Ana Guerrero                       | 5:00                               |              |                  |                               |                               |                               |  |              |                 |                 |                 |  |
|  | Ana Guerrero                       | Ana Guerrero                       | 5:00                               |              | Yaneth Vidal     | Yaneth Vidal                  | TKO                           |                               |  |              |                 |                 |                 |  |
|  |                                    |                                    |                                    |              | Yaneth Vidal     | Yaneth Vidal                  | TKO                           |                               |  |              |                 |                 |                 |  |
|  |                                    |                                    | Tania Torres                       | Tania Torres | 1:46             |                               |                               |                               |  |              |                 |                 |                 |  |
|  | Tania Torres                       | Tania Torres                       | Tania Torres                       | Tania Torres | 1:46             | DU                            |                               |                               |  |              |                 |                 |                 |  |
|  | Tania Torres                       | Tania Torres                       |                                    |              |                  |                               |                               |                               |  |              |                 |                 |                 |  |
|  | Laura Zamora                       | Laura Zamora                       | 5:00                               |              |                  |                               |                               |                               |  |              |                 |                 |                 |  |
|  | Laura Zamora                       | Laura Zamora                       | 5:00                               |              |                  |                               |                               |                               |  | Tania Torres | Tania Torres    | -               |                 |  |
|  |                                    |                                    |                                    |              |                  |                               |                               |                               |  | Tania Torres | Tania Torres    | -               |                 |  |
|  |                                    |                                    | Saray Orozco                       | Saray Orozco | -                |                               |                               |                               |  |              |                 |                 |                 |  |
|  | Alejandra Orozco                   | Alejandra Orozco                   | Saray Orozco                       | Saray Orozco | -                | DU                            |                               |                               |  |              |                 |                 |                 |  |
|  | Alejandra Orozco                   | Alejandra Orozco                   |                                    |              |                  |                               |                               |                               |  |              |                 |                 |                 |  |
|  | Judith Bolaños                     | Judith Bolaños                     | 5:00                               |              |                  |                               |                               |                               |  |              |                 |                 |                 |  |
|  | Judith Bolaños                     | Judith Bolaños                     | 5:00                               |              | Alejandra Orozco | Alejandra Orozco              | DU                            |                               |  |              |                 |                 |                 |  |
|  |                                    |                                    |                                    |              | Alejandra Orozco | Alejandra Orozco              | DU                            |                               |  |              |                 |                 |                 |  |
|  |                                    |                                    | Saray Orozco                       | Saray Orozco | 5:00             |                               |                               |                               |  |              |                 |                 |                 |  |
|  | Saray Orozco                       | Saray Orozco                       | Saray Orozco                       | Saray Orozco | 5:00             | DU                            |                               |                               |  |              |                 |                 |                 |  |
|  | Saray Orozco                       | Saray Orozco                       |                                    |              |                  |                               |                               |                               |  |              |                 |                 |                 |  |
|  | Yajáira Romo                       | Yajáira Romo                       | 5:00                               |              |                  |                               |                               |                               |  |              |                 |                 |                 |  |
|  | Yajáira Romo                       | Yajáira Romo                       | 5:00                               |              |                  |                               |                               |                               |  |              |                 |                 |                 |  |
|  |                                    |                                    |                                    |              |                  |                               |                               |                               |  |              |                 |                 |                 |  |